# Ichthyostega
Ichthyostega là chi một tetrapoda trong những nhóm Kỷ Devon lưỡng cư nguyên thủy đầu tiên có 2 lỗ mũi và phổi hoạt động hiệu quả.

## Các loài
- Ichthyostega stensioei
- Ichthyostega watsoni
- Ichthyostega eigili
- Ichthyostega kochi